# Teste de Inglês para Comunicação Internacional

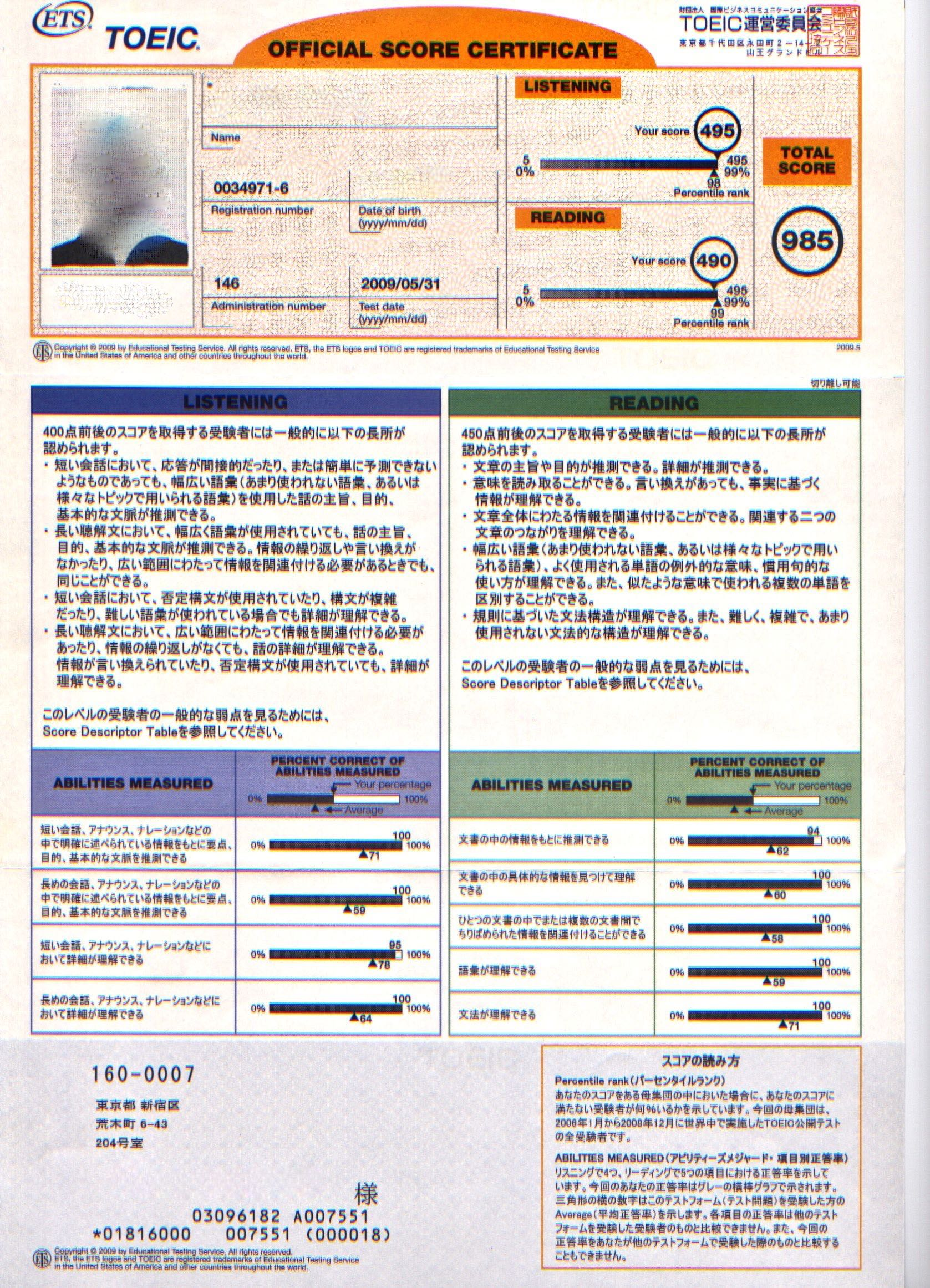
Um certificado TOEIC

O Test of English for International Communication (TOEIC, em português:  Teste de Inglês para Comunicação Internacional) é um teste de proficiência em língua inglesa que mede a habilidade de estrangeiros em se comunicar em inglês, principalmente em ambiente de negócios. Foi criado pela Educational Testing Service (ETS), maior centro educacional privado do mundo, também responsável pelo teste TOEFL, na década de 1970. É um dos testes de maior reconhecimento mundial, sendo feito anualmente por mais de 5 milhões de pessoas.
Os certificados entregues aos participantes têm cores diferentes conforme a pontuação:
- laranja (10 a 215 pontos)
- marrom (220 a 465 pontos)
- verde (470 a 725 pontos)
- azul (730 a 855 pontos)
- amarelo (860 a 990 pontos)